# Jaime Alvar Ezquerra
Jaime Alvar Ezquerra (Granada, 20 de abril de 1955) es un historiador español, experto en Historia Antigua y catedrático en la Universidad Carlos III de Madrid.
Cursó la carrera de Geografía e Historia en la Universidad Complutense de Madrid y posteriormente amplió estudios en la Universidad de Colonia (1980-1981). Fue profesor en la Universidad Complutense entre 1977 y 1996, año en el que obtuvo la cátedra en la de Huelva. Fue profesor visitante en la Universidad de Cambridge en 1999-2000. Desde 2000 es catedrático de la Carlos III de Madrid. Ha sido Profesor visitante en las Universidades de Tor Vergata (Roma, Italia), Franche-Comté (Francia) y Potsdam (Alemania).

## Líneas de investigación
Su carrera se ha centrado en la Protohistoria de la península ibérica (colonización de griegos y fenicios en el Mediterráneo y mundo tartésico).
Es un reconocido especialista en religión romana y especialmente en la romanización de los dioses orientales Mitra, Isis y Serapis, Cibeles y Atis, así como en los procesos de transformación religiosa del mundo indígena peninsular en contacto con otros pueblos mediterráneos.
En la actualidad trabaja en el análisis de la construcción de la Historia y dirige el Instituto de Historiografía "Julio Caro Baroja" de la Universidad Carlos III de Madrid.

## Familia
Su padre fue Manuel Alvar, sus hermanos son el catedrático y lexicógrafo Manuel Alvar Ezquerra (1950-2020), el catedrático de filología románica Carlos Alvar (n. 1951), el investigador y doctor en medicina tropical Jorge Alvar Ezquerra (n. 1952), el catedrático de filología latina Antonio Alvar Ezquerra (n. 1954) y el catedrático universitario y especialista en la España del Siglo de Oro Alfredo Alvar Ezquerra (n. 1960).

## Publicaciones
1. De Argantonio a los romanos: la Iberia protohistórica - Madrid: Información e Historia: Temas de Hoy , [1995].
2. Cristianismo primitivo y religiones mistéricas - Madrid: Cátedra , [1995].
3. La navegación prerromana en la península ibérica: colonizadores e indígenas - Madrid: Universidad Complutense, 1981.
4. Los pueblos del mar y otros movimientos de pueblos a fines del segundo milenio - Torrejón de Ardoz, Madrid: Akal, D.L. 1989.
5. Diccionario de Historia de España y América: Madrid: Espasa, D.L. 2002  (enlace roto disponible en Internet Archive; véase el historial, la primera versión y la última).
6. Diccionario de Historia de España: Madrid: Istmo, [2001] (con la colaboración de Ana Isabel Álvarez López )  (enlace roto disponible en Internet Archive; véase el historial, la primera versión y la última).
7. Diccionario Espasa mitología universal: Madrid: Espasa, D.L. 2000.  (enlace roto disponible en Internet Archive; véase el historial, la primera versión y la última).

## Divulgación científica
Jaime Alvar participó como asesor de la parte de Prehistoria e Historia Antigua en la serie Historia de España producida y emitida por Televisión Española entre 2004 y 2005. Así mismo participó en el libro homónimo basado en el guion de dicha serie.
Ha dirigido varios de los proyectos de la Editorial Espasa.
Es coordinador de Entre fenicios y visigodos. La historia antigua de la península ibérica en La Esfera de los Libros.
Es miembro fundador de la Asociación Internacional «Geography And Historiography In Antiquity» (GAHIA) para el estudio de la geografía histórica e historiografía antigua.